# Aetholopus scalaris
Aetholopus scalaris är en skalbaggsart som beskrevs av Francis Polkinghorne Pascoe 1865. Aetholopus scalaris ingår i släktet Aetholopus och familjen långhorningar.
Artens utbredningsområde är Filippinerna. Inga underarter finns listade i Catalogue of Life.